# Providence (atol)
Providence – atol w archipelagu Farquhar na Seszelach, jest częścią Wysp Zewnętrznych. Wyspy atolu są małe, koralowe i niegościnne. Atol ma ponad 30 km w kierunkach północ-południe i ok. 10 km wschód-zachód. Całkowity obszar powierzchni atolu wynosi blisko 200 km², ale łączny obszar lądu tylko 1,5 km².
Wewnątrz atolu leżą dwie wyspy:
- Providence – leży daleko na północy atolu 9°24′S 51°03′E/-9,400000 51,050000 i ma wymiary 4 km N-S i ponad 400 m E-W. Obszar lądu ma trochę ponad 1 km². W południowej, środkowej części wyspy znajduje się mała osada[1].
- Cerf – niezamieszkana wyspa, daleko na południu atolu 9°30′S 51°01′E/-9,500000 51,016667, prawie 30 km na południe od wyspy Providence, ma ponad 4 km długości i ponad 500 m szerokości (w niektórych miejscach tylko 50 m), powierzchnia wyspy wynosi około 0,5 km².

Najbliższym sąsiadem atolu jest wyspa Saint-Pierre – 35 km na zachód od wyspy Cerf.